# ヒメイワショウブ
ヒメイワショウブ（姫岩菖蒲、学名：Tofieldia okuboi ）はチシマゼキショウ属の多年草。

## 特徴
根出葉は、長さ1.5-7cm、幅2-6mmになる剣状で、先端は急にとがり、縁は細かい突起がある。花茎の高さは、6-17cmになり、1-2個または2-3個の小型の茎葉をつける。
花期は7-8月。花茎の上に長さ1-4cmの総状花序がつき、数個から10数個の花をまばらにつける。花柄は直立し、長さ2-6mmになり、花柄の基部に苞、その上部に小苞がつく。花被片は長さ約3mmの長楕円形で、6個あり、淡緑白色。雄蕊は花被片よりやや短く6個あり、葯は黄色。花柱は緑色で3個ある。果実は蒴果で長さ約4mmの長楕円形になり、上向きにつく。

## 分布と生育環境
日本固有種。北海道、本州の中部地方以北に分布し、亜高山帯から高山帯の草地、砂礫地や岩の上に生育する。

## ギャラリー
- 花茎は根出葉の中心から伸びる[4]。
- 若い果実